# 伊萨韦纳
伊萨韦纳，是西班牙阿拉贡自治区韦斯卡省的一个市镇。总面积119平方公里，总人口273人（2001年），人口密度2人/平方公里。